# Sant Roc de Sornàs
Sant Roc de Sornàs és una església situada al centre del nucli de població de Sornàs pertanyent a la parròquia d'Ordino, Principat d'Andorra, declarada Bé d'interès cultural. És una construcció senzilla sacra rural. Sant Roc de Sornàs data de l'any 1730, és de planta rectangular amb capçalera quadrangular i el campanar és d'espadanya amb un arc de mig punt adovellat.

## Descripció

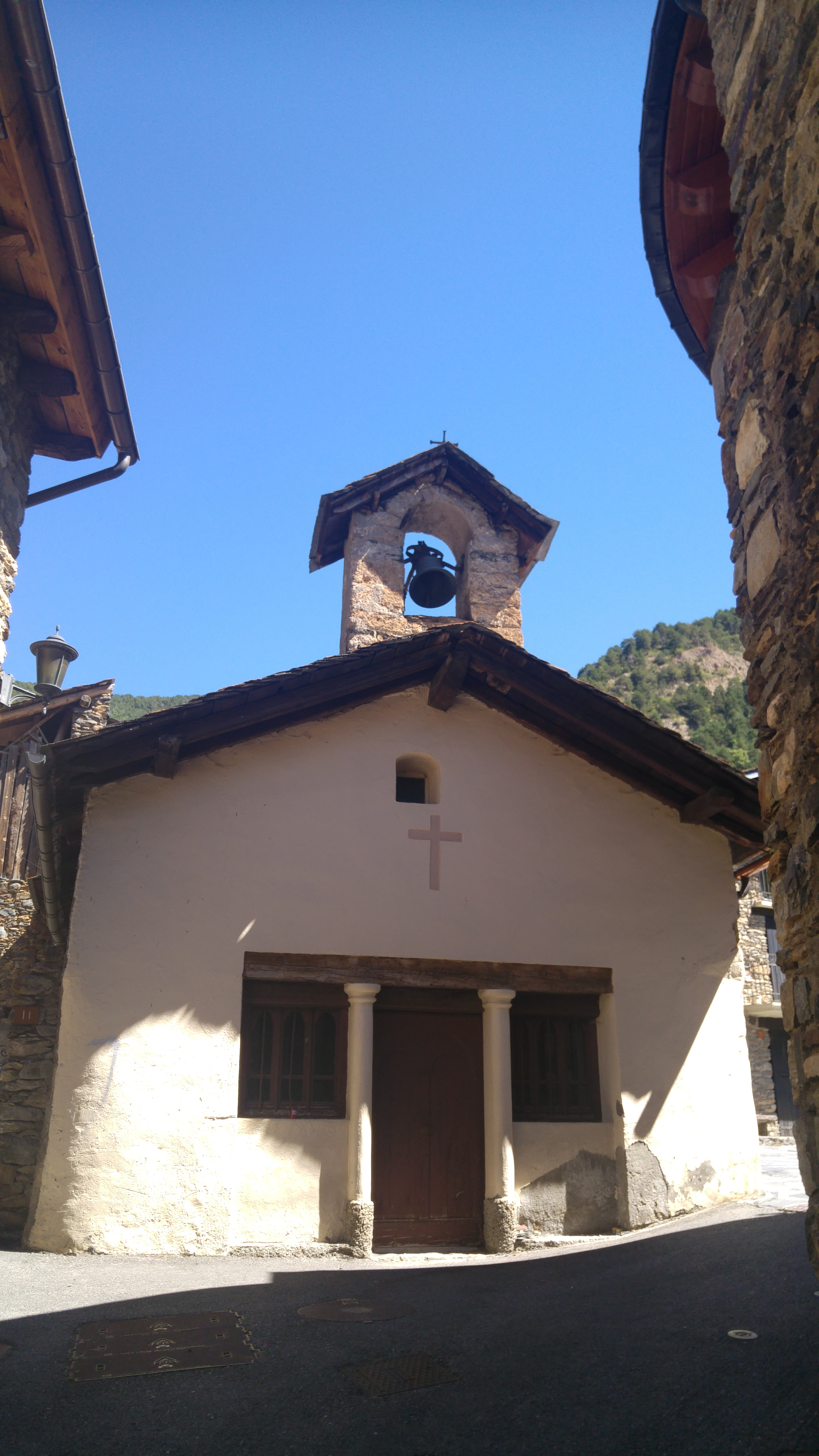
Façana de Sant Roc

És un edifici de planta rectangular amb l'absis quadrangular que no apareix marcat a l'exterior. La coberta és de dos vessants i té el ràfec sobresortint per protegir la façana principal que està orientada al sud-oest, perpendicular al carener. A la façana principal es troba la porta d'entrada, flanquejada per dues finestres quadrangulars; la porta queda separada de les dues finestres per dues semicolumnes de fust llis; una mateixa llinda serveix per a la porta i les dues finestres, i hi ha gravada una inscripció en la qual només es llegeix el nom "Miquel Mas".
Per sobre de la porta hi ha una creu incisa i una petita finestra. El campanar és d'espadanya format per un arc de mig punt adovellat i s'alça per sobre del mur sud. A l'exterior tots els murs estan arrebossats amb morter de calç i ciment, i tenen alguns angles rebaixats per deixar més pas lliure al carrer.
A l'interior el mur oest té un contrafort, la nau es cobreix amb encavallades de fusta i l'absis està cobert amb volta de canó. Als peus de la nau hi ha un cor de fusta. L'altar està presidit per un quadre dedicat a Sant Roc.